# Лахнит, Вильгельм
Вильгельм Лахнит (нем. Wilhelm Lachnit; 12 ноября 1899, Дрезден — 14 ноября 1962, Дрезден) — немецкий художник и график, коммунист, борец с нацизмом.

## Жизнь и творчество
Родился 12 ноября 1899 года в многодетной семье столяра в пригороде Дрездена, Гиттерзее.
Окончил Высшую школу народного образования, затем учился на лакировщика и художника-оформителя и, работая по этой специальности, с 1918 года посещал курсы при дрезденской Школе прикладного искусства. В 1919 году вступил в группу Дрезденский сецессион (которую покинул вместе с рядом других её членов в 1926 году из протеста против её обуржуазивания). В 1921 году начал учиться в Высшей школе изящных искусств , где познакомился с такими мастерами, как Отто Дикс, Конрад Феликсмюллер, Отто Грибель и др. В 1923 году окончил школу изящных искусств с отличием, после чего стал свободным художником.
В 1920-е годы создавал в первую очередь графические произведения и живописные полотна; позднее работал также над произведениями монументальной живописи и крупноформатными ксилографиями. В последние годы жизни увлекался монотипией.
В 1924 году вступил в ряды Коммунистической партии Германии. С марта 1929 года был партийным художником, создавал агитационные материалы для коммунистической прессы. В это время участвовал во многих выставках — в Париже, Дюссельдорфе, Амстердаме и Дрездене. В 1929 году стал одним из соучредителей дрезденского отделения Ассоциации революционных художников, в 1930 — группы Акция, в 1932 году вступил в Новый Дрезденский сецессион. В 1933 году демонстрировал на выставке полотно Трагическая весна, посвящённое приходу национал-социалистов к власти в Германии.
В 1933 году значительная часть его работ была причислена нацистскими властями к дегенеративному искусству и конфискована. Художник был арестован и, после тюремного заключения, ему было запрещено рисовать. Постоянно находясь под наблюдением гестапо, вынужден был работать оформителем выставок и витрин. В феврале 1945 года, во время катастрофической бомбардировки Дрездена американской авиацией, большая часть его произведений погибла. Тогда же он написал картину Смерть Дрездена, посвящённую событиям февраля, которая в настоящее время находится в дрезденском музее Альбертинум.
С 1947 года — профессор живописи Высшей школы изящных искусств в Дрездене. С 1954 года жил и работал в Дрездене как свободный художник.
Скончался от инфаркта 14 ноября 1962 года. Похоронен на кладбище Лошвиц.

## Галерея
- Избранные полотна Вильгельма Лахнита